# Giải thưởng khoa học Friedrich Wilhelm Bessel
Giải thưởng khoa học Friedrich Wilhelm Bessel là một trong những giải thưởng khoa học uy tín nhất của Đức mang tên nhà toán học kiêm thiên văn học người Đức Friedrich Wilhelm Bessel (1784 - 1846) và do quỹ học bổng Alexander von Humboldt của Đức - một tổ chức hàn lâm khoa học được tài trợ bởi chính phủ Đức, nhằm hỗ trợ cho việc hợp tác nghiên cứu giữa các nhà khoa học Đức và các nhà khoa học nước ngoài thiết lập.
Quỹ học bổng Alexander von Humboldt đã xây dựng được một mạng lưới gồm khoảng 26.000 nhà khoa học từ 130 quốc gia trên thế giới. Trong số những người đã nhận học bổng Humboldt hoặc được nhận giải thưởng nghiên cứu khoa học của Quỹ Alexander von Humboldt, đã có 49 người sau đó được nhận Giải thưởng Nobel.
Đây là giải thưởng nghiên cứu dành cho các nhà khoa học ngoại quốc cực giỏi, đang bắt đầu sự nghiệp của mình, tuy nhiên nhờ những nghiên cứu khoa học đã được quốc tế công nhận. Các ứng viên không được phép tự ứng cử mà phải do các nhà khoa học Đức đề cử. Giải thưởng bắt đầu trao từ năm 2001; mỗi năm có đến 25 người được trao giải. Người nhận giải hiện tại được 45.000 Euro và được mời lựa chọn một cuộc nghiên cứu tại Đức.

## Những người đã đạt được giải thưởng
1. Năm 2001 Yuriy B. Ovchinnikov, Peter J. Hirschfeld, Krassimir Danov, Eric Suraud, Naveen Garg
2. Năm 2002 Ezenwa Oaheto, Victor Kozlov
3. Năm 2003 Igor L. Fedushkin
4. Năm 2004 David McAlpine, Soo Jong-Rey, Oliver Smithies
5. Năm 2005 Roland Burgmann, Mark Tuckerman, Luis Chiappe, Ilan Marek
6. Năm 2006 Ashutosh Sharma, Benjamin Wandelt, Chang Chang Xi
7. Năm 2007 Adrian Constantin, Lorenzo Perilli
8. Năm 2008 Guy Moore
9. Năm 2009 Stephan Roche
10. Năm 2010 Markus Aspelmeyer, Musa W. Dube
11. Năm 2011 Christian W. Bauer, Penelope Evelyn Haxell
12. Năm 2012 Olivier Remaud, Thomas W. Baumgarte, Michael Glickman, Hoang Nguyen The
13. Năm 2013 Thomas Lörting